# 아스케프토사우루스

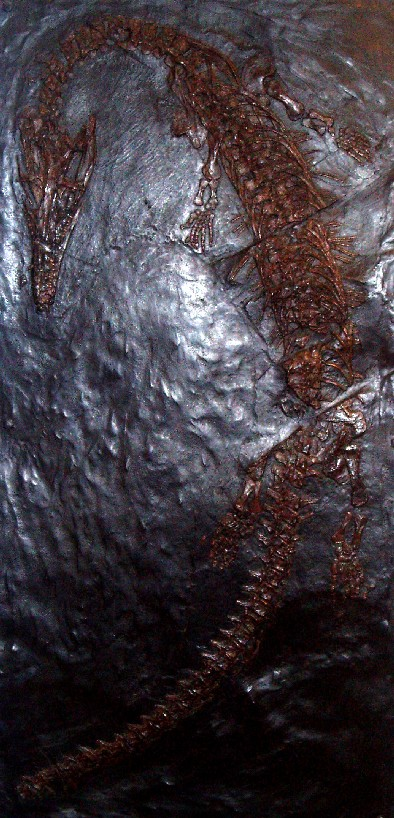

아스케프토사우루스(학명:Askeptosaurus italicus)는 기룡목 탈라토사우루스과에 속하는 기룡이다. 지금은 멸종된 종으로 몸길이가 4~6m인 거대한 공룡에 속한다.

## 특징
아스케프토사우루스는 탈라토사우루스과에 기룡인 한 속이다. 아스케프토사우루스는 현재 이탈리아와 스위스의 미들 트라이아스기 해양 지층에서 발견된 몇몇 잘 보존된 화석으로부터 알려져 있다. 아스케프토사우루스는 주둥이가 길고 가늘었지만 두개골은 낮고 뒤쪽은 다소 넓었다. 코의 거의 절반은 큰 프리맥실레에 의해 형성되는데, 이것은 코의 중간선을 따라 전면으로 긴 삼각형 돌출부를 되돌려 보낸다. 각각의 프리맥실라는 12개의 날카롭고 약간 구부러진 이빨을 가지고 있다. 그것들은 치주 줄의 설측 가장자리가 낮아진 홈을 따라 얕은 소켓에 놓여 있다는 것을 의미하며, 늑골은 치주줄의 설측 가장자리를 가지고 있다. 프리맥실라 다음으로 낮고 작은 맥실라(maxilla)가 있고, 두 뼈의 경계에는 길쭉한 나리스(nostril)가 있다. 맥실라는 비록 약간 작지만 프리맥실라와 비슷한 16개의 이빨을 가지고 있다. 치아는 탈라토사우루이드와 달리 일반적인 모양을 하고 있으며 전치열과 최치열 사이에 이아스테마(갭)가 없다. 다른 탈라토룡과 마찬가지로 나사는 전축과 전두엽의 중간 돌출부에 의해 서로 분리된다. 나사는 나리스의 경계에 작은 기여를 하고, 각 코의 날카로운 뒷끝이 앞쪽으로 돌출한다. 전축과 나사가 절개한 삼각형 노치를 제외하고 앞쪽은 단순하고 직사각형 이하의 형태를 가지고 있다. 큰 궤도(눈 소켓) 앞에 작은 뼈 두 개가 놓여 있다. 별도의 열상(lacrimal)의 존재는 탈라토룡 중에서 아스케프토사우루스에서만 발견되는 플레시오모르프(항상) 특성이다. 아스케프토사우루스는 또한 그것의 열막이 코와 전방의 전두엽과 약간 접촉하는 방식에서도 독특하다. 궤도의 포스터도르살(후면-상면) 가장자리에는 두 개의 뼈가 더 있는데 크고 다발성 후골과 훨씬 작은 후골이다. 다시 한번 아스케프토사우루스는 다른 탈라토사우루스에서는 이 뼈들이 하나의 포스토르비토프론탈로 융합되기 때문에 플레시오모르프 상태를 유지한다. 두개골 지붕 뒤쪽에 있는 두정맥은 뇌 케이스 위로 돌출된 돌출부를 내보낸다. 두정맥과 후두정맥 사이에 슬릿과 같은 상측두정맥이 발달하고 두정맥의 봉합부 부근에는 원형 소나무가 위치한다. 각 두정골의 뒤쪽 가지에는 두 개의 가느다란 뼈인 편골과 초골골이 있다. 초간격은 약간 긴 반면 후미에는 작지만 뚜렷한 하향 돌출부가 있다. 두개골의 하단 후면 가장자리에는 크고 직사각형의 하측 측두 페네스트라가 있는데, 4각주갈이 없어 아래에서 닫히지 않는다. 지갈의 가느다란 가지들은 궤도의 아래쪽 가장자리 전체를 형성하며, 시간적 하의 페네스트라의 아래쪽 가장자리의 약 3분의 1을 형성한다. 두개골의 뒤쪽 가장자리는 상하의 범위가 넓고, 뒤쪽과 측면 가장자리가 오목한 큰 사분면으로 형성되어 있다. 탈라토스로이드와는 달리 입천장(입천장)은 이빨이 전혀 없었다. 보머는 길고 호리호리하여 주둥이의 아래쪽 중간선을 이루고 있다. 그 뒤를 이은 자궁근종은 몸집이 더 크고, 옆구리에 날카로운 근육 흉터가 한 쌍 있다. T자 모양의 엑토프테리고이드는 프테리고이드와 조갈사이에 스트럿을 형성하고, 덜 완성된 팔라틴은 프테리고이드를 맥시야에 연결한다. 뇌의 윗부분은 잘 알려져 있지 않지만 아랫부분은 덜 잘 알려져 있다. 파라바시스페노이드(하판)는 길어진 컬트리폼 과정을 앞으로 보낸다. 더 먼 옛날, 각 면에는 전구성 기저귀고이드 과정(이 과정을 미각으로 연결), 동맥과 신경을 위한 깊은 홈, 그리고 마지막으로 날카로운 포스터볼론트(후측) 팁이 있다. 파라바시스페노이드에 이어 넓고 꽤 단순한 바시오카시피탈(뒷판 하단)이 나타나 후두부 콘딜을 형성한다. 포아멘 마그넘은 뚜렷한 외시피탈로 옆을 이루고 있는데, 이들은 길쭉하고 포스터롤로 방향의 오피시토틱스에 연결되어 있다. 포아멘 마그넘을 지붕으로 한 초석에는 부채 모양의 볏이 튼튼하게 달려 있다. 아래턱은 호리호리하며, 의치에는 위턱과 비슷한 20개의 이빨이 있다. 의치 피복은 비장 전체와 각도의 상당 부분을 덮고 있어 턱이 측면으로 보일 때 단연코 가장 긴 뼈가 된다. 날카롭고 미량형인 코로노이드(coronoid)가 턱의 뒤쪽 반쪽, 낮지만 긴 장방형 위로 솟아 있다. 턱관절 뒤쪽에 있는 등각은 복고공정이 부족하지만, 뒤쪽 절반에는 뾰족한 볏이 있다. 이음매와 앞가슴은 안쪽 시야에서 볼 때 턱의 가장 두드러진 부분이다. 척추골은 모두 원형이며 각각의 중심(주체)의 앞뒷면이 오목하게 되어 있었다. 목은 상당히 길었고, 경추(목)가 13개였다. 아틀라스의 구성 요소들(항상신경아치, 중심간, 프로아틀라스)은 연결되지 않은 반면 축은 낮고 긴 신경 척추와 큰 단일 늑골을 가지고 있었다. 아틀란탈과 축방향 경추늑골은 작고 가냘프고 단발머리였다. 다른 자궁경부는 키보다 약간 길었고 작은 직사각형 신경 가시에 연결되었다. 그들의 양머리 경추 늑골 면은 원래 잘못 해석되었는데, 아랫 면은 중앙이 아닌 쐐기 모양의 중간중간에 연결된 것으로 보고되었다. 이후 조사 결과 인터센트라는 존재하지 않았고 센트럼의 각 면에는 두 개의 면이 있는 것으로 확인되었다. 목의 후반부에 있는 경추늑골은 길이가 증가하여 척추와의 관절 사이에 작은 추가 돌출부를 얻었다. 25개의 등뼈(토르소) 척추뼈는 경추와 비슷하지만 더 크고, 늑골 면 하나만 있었다. 그들의 신경 가시들은 비례적으로 키가 크고 수직 방향이지만, 탈라토사우르스의 기준으로는 아직 꽤 짧다. 늑골 면은 중심부의 무테로벤트랄(전면-하단) 끝을 향해 가파른 대각선으로 향한다. 그들의 단발머리 갈비뼈는 몸집이 더 크고 몸통 앞쪽으로 머리가 확장되어 있었고, 엉덩이 쪽으로 점점 작아졌다. 위염은 날씬하지만 학력이 형편없다. 두 개의 천골(엉덩이) 척추뼈도 잘 알려져 있지 않지만, 부채꼴 모양의 단두 갈비뼈는 센트럼 아랫부분과 연결되는 것으로 알려져 있었다. 꼬리는 매우 길어서 꼬리의 끝을 향해 더 길게 뻗은 최소 60개의 카우달(꼬리) 척추뼈가 있었다. 처음 다섯 개의 카우달은 짧은 단발머리 갈비뼈를 가지고 있었다. 제1, 4, 5 코달 늑골은 곡선이 있고 테이퍼링 형태가 있으며 나머지 두 개는 머리가 확장된 직선 늑골을 가지고 있다. 이 처음 몇 개의 카우달은 또한 곧고 수직적인 신경 가시를 가지고 있었다. 꼬리의 나머지 부분에는 두드러진 갈매기와 신경 가시가 있었는데 그것은 더 짧고 뒤로 더 날카롭게 기울어져 있었다. 가슴(어깨) 거들에는 쇄골, 쇄골, 쇄골, 코라코이드 등이 있다. 스카풀라와 코라코이드는 넓고 둥글며, 횡방향 중심의 글레노이드(어깨 소켓)를 형성하기 위해 연결된다. 쇄골 간은 화살 모양으로 매우 긴 후면 샤프트와 작은 측면 돌출부가 쇄골과 겹친다. 쇄골은 곡선이 있고 가느다란 것으로 쇄골과 쇄골 사이를 잇고 있다. 유머러스(전구)는 크고 뒤틀렸다. 그것의 관절 표면은 팔꿈치 부근의 엑테피콘디라 홈과 어깨 부근의 작은 망상관 볏과는 별개로 잘 정의되어 있지 않았다. 아래팔의 반지름과 척골은 곧고 단순한 형태를 가진 더 작은 뼈다. 반경은 탈라토사우루이드의 더 넓은 반경과 달리 가늘고 관상적이다. 얼나는 올레크라논 공정이 부족하고 수축축이 있는 모래시계 모양의 형태를 가지고 있다. 손목에는 중간, 척골, 원위수 4개를 포함한 6~7개의 수근골이 있다. 마누스(손)의 중간 3개의 메타카르팔은 가늘고, 메타카팔 V는 약간 굵으며, 메타카르팔 I는 짧고 거대하다. 그 숫자들은 꽤 짧고, 작은 발톱으로 되어 있다. 마누즈에는 일부 특정 내(종내) 변이가 있는데, 표본 PIMUZ T 4846은 MSNM V456에 비해 손목에는 잉어가, 세 번째 손가락에는 추가 관절이 있다. 골반(엉덩이)은 장골, 주골, 이슘을 포함하고 있으며 일반적으로 다른 탈라토룡과 비슷하다. 장골은 아세타불룸(히프) 소켓 주위로 깊이 있었고, 포스터도관(상단-후단) 모서리에 긴 직사각형 공정을 다시 보낸다. 음각은 안테로포스테리어(앞에서 뒤로) 방향으로 크고 넓으며 앞쪽 가장자리가 오목하다. 이 치움은 비슷하게 넓으며, 오목한 포스터도 가장자리와 다른 가장자리는 직선적이다. 시료 보존에 근거한 갑상선 페네스트라(주점과 이시아의 간격)의 존재에 대해서는 약간의 불확실성이 있지만, 아마도 작거나 결석했을 것이다. 대퇴골(근골)은 골격에서 가장 큰 사지뼈로 단순하고 약간 뒤틀린 형태를 가지고 있다. 경골은 견갑골과 반실린드로 되어 있는 반면 피볼라는 부채꼴로 납작하게 되어 있고 발목 근처로 확장되어 있고 무릎 근처로 좁아져 있다. 발목에는 6개의 타르살이 있었다. 그것들은 큰 신장형(키드니 모양의) 아스트라갈루스, 직사각형 이하의 칼카네움, 둥근 원위 타르살 4개를 포함한다. 페스(발)는 마누라와 비슷하지만 다섯 번째 자리에는 팔랑어가 추가되고 굵게 휘어진 메타타르 V가 있다. 먹이로는 당대에 서식했던 물고기, 갑각류, 작은 어룡, 무척추동물 등을 모두 먹고 살았을 육식성의 공룡으로 추정되는 종이다.

## 분류
2005년 이전에는 아스케프토사우루스의 화석이 드물었고, 계통생식 나무에 있는 아스케프토사우루스의 위치는 서로 다른 연구팀들 사이에서 열띤 논쟁이 되어왔다. 최근의 분석은 엔데나사우루스가 다른 탈라토사우루스보다 아스케프토사우루스와 더 밀접하게 관련되어 있다는 레네스토(1992)의 주장을 확증한다. 이제 단극성 집단은 안순사우루스와 아스케프토사우루스에 의해 형성된다는 것이 공통적으로 동의되고 있다. 좀 더 구체적으로 말하면 아스케프토사우루아과(Askeptosauroidea) 하위주문인 아스케프토사우루스과(Askeptosauroidea)과에 속한다. 아스케프토사우루스과 내에서는 아스케프토사우루스가 중국 구이저우에 있는 미들 트라이아스기 퇴적물에서 나온 안순사우루스의 자매 택시로 여겨진다. 현재 아스케프토사우루아과(Askeptosauroidea)는 알프스 트라이아기와 중국 남부에서만 알려져 있으며, 아스케프토사우루스(Askeptosauroidea)는 이 쇄설의 가장 오래된 기록을 나타낸다. 고생물학적으로 보면 아스케프토사우루스의 아종인 A. 이탤리쿠스는 스위스와 이탈리아의 미들 트라이아기에서 발견되었으며 대부분의 표본은 몬테 산 조르지오 유적지에서 회수되었다. 그것은 탈라토룡의 다른 두 종류인 클라라지아와 헤슐레리아를 포함한 다른 많은 어류와 해양 파충류들과 함께 살았다.

## 가까운 친척
아스케프토사우루스와 가까운 친척이 되는 종은 다음과 같이 있다.
- 아스케프토사우루아상과

- 엔데나사우루스

- 아스케프토사우루스속

- 안순사우루스

- A. 황구오슈엔시스

- A. 우샤엔시스

 * 아스케프토사우루스 이탤리쿠스

## 생존시기와 서식지와 화석의 발견
아스케프토사우루스가 생존하던 시기는 중생대의 트라이아스기 전반으로 지금으로부터 2억 4500만년전~ 1억 8천만년전에 생존했던 공룡이다. 생존했던 시기에는 유럽을 중심으로 하는 대서양, 지중해, 북극해에 주로 서식했던 공룡이다. 화석의 발견된 역사론 아스케프토사우루스는 1925년에 헝가리의 고생물학자 프란츠 노프사 폰 펠시-실바스에 의해 처음 명명되고 묘사되었다. 그것은 2005년 요하네스 뮐러 박사에 의해 가장 최근에 재발견되었다. 아스케프토사우루스는 이탈리아 밀라노의 MSNM(Museo Civico di Storia Naturale di Milano)과 스위스 취리히의 PIMUZ(Palaontologisches Institutt und Museumentum deritt Zürich)에 보존된 여러 개의 불연관절골에서 알려져 있다. 이 표본들은 스위스-이탈리아 국경의 유네스코 세계문화유산인 몬테 산 조르지오의 그렌즈비투멘존에서 발견되었다. 이탈리아에서 베사노 포메이션으로도 알려져 있는 그렌즈비투멘존은 미들 트라이아스기 내의 아니시아-라디니아 경계에서 많은 잘 보존된 화석을 만들어냈다.

## 같이 보기
- 파충류
- 중생대
- 트라이아스기
- 기룡
- 공룡
- 화석